# Nachbarschaft im Klinch
Nachbarschaft im Klinch (Originaltitel: Neighbors; Alternativtitel: Buster Keaton verliert die Hosen und Nachbarn) ist eine US-amerikanische Kurzfilm-Slapstick-Komödie aus dem Jahr 1920 mit Buster Keaton in der Hauptrolle, der auch gemeinsam mit Edward F. Cline für Drehbuch und Regie verantwortlich war.

## Handlung
In dieser Abwandlung von Pyramus und Thisbe spielen Buster Keaton und Virginia Fox ein junges Liebespaar. Die beiden Liebenden wohnen sich direkt gegenüber, nur durch einen Hof getrennt, der von einem Holzzaun durchzogenen ist, durch den sie sich Nachrichten zustecken. Alles könnte schön sein. Doch ihre beiden Familien sind untereinander verfeindet. Vor allem der Vater des Mädchens hält nichts von der Verbindung. Es kommt zu einer Auseinandersetzung zwischen dem Jungen und dem Vater des Mädchens, die sich zuspitzt und auch die Polizei sowie den Vater des Jungen mit hineinzieht. Erst vor Gericht kann der Streit durch den Friedensrichter beigelegt werden und die Heirat wird beschlossen. Während der Trauzeremonie bemerkt der Vater des Mädchens jedoch, dass der Hochzeitsring, den der Junge besorgt hat, aus dem Schnäppchenladen stammt, woraufhin er die Feier zornig absagt und seine Tochter nach Hause zerrt. Um zusammen glücklich sein zu können, entführt der Junge das Mädchen. Auf der Flucht stoßen die beiden zufällig auf den Friedensrichter, der die Trauzeremonie schließlich vollendet.

## Hintergrund
In diesem Film vollzieht Buster Keaton einige gefährliche Stunts. In einer Szene wird das Liebespaar etwa von ihren Freunden in einem akrobatischen Meisterakt durch die Luft getragen, damit sie dem Vater des Mädchens entkommen können. Diese Freunde wurden durch die Vaudeville-Akrobatentruppe der The Flying Escalantes gespielt.
Buster Keatons Vater Joe spielt in diesem Film ebenfalls dessen Vater.

## Uraufführung
Nachbarschaft im Klinch wurde am 22. Dezember 1920 in den Vereinigten Staaten uraufgeführt. Seine deutsche Erstaufführung erlebte der Film am 7. September 1925 unter dem Titel Buster Keaton verliert die Hosen.